# Johann Gustav Grunewald

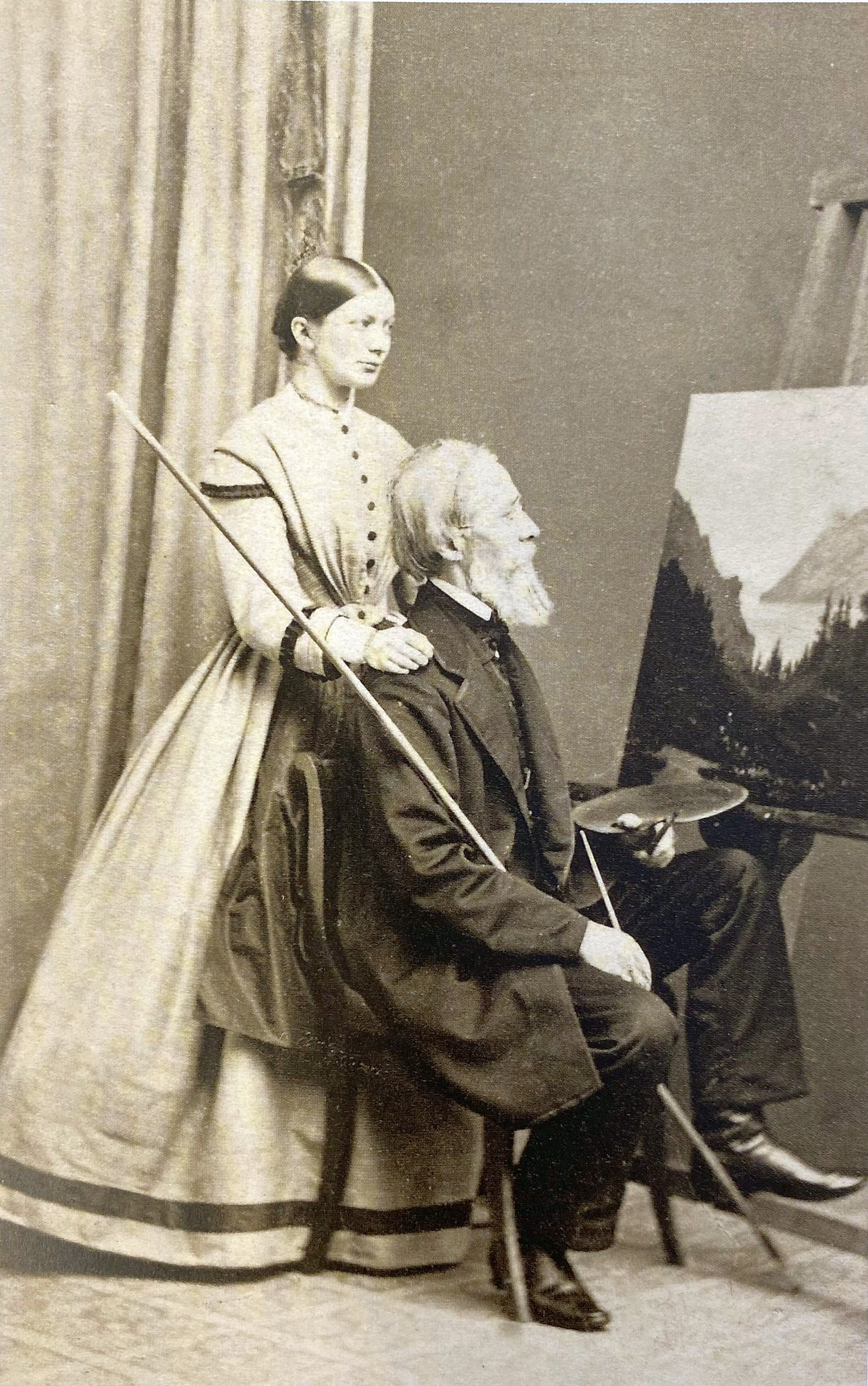
Johann Gustav Grunewald mit Ehefrau Mathilde Josefine (um 1870/75)

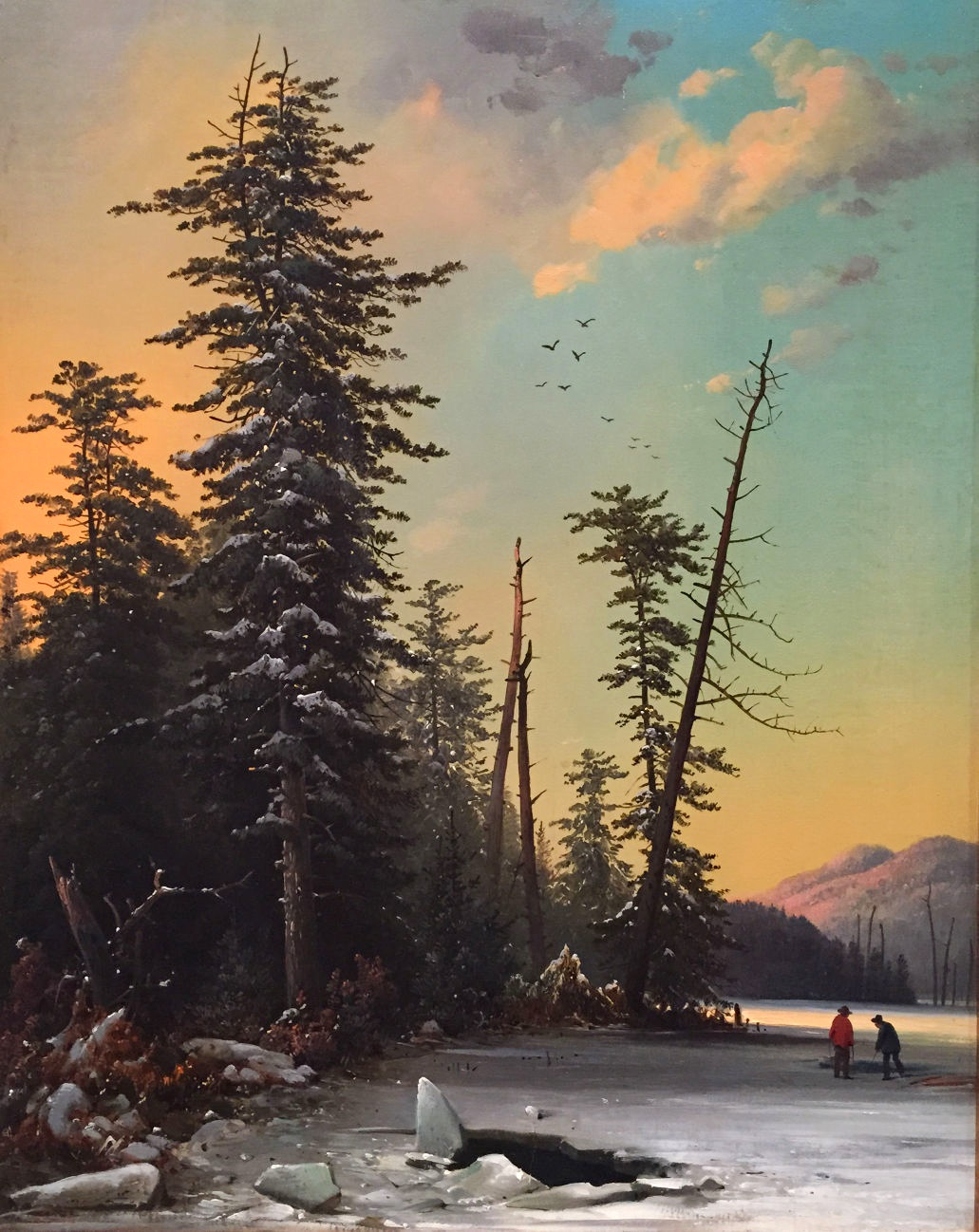
Winter Evening on a Lake

Johann Gustav Grunewald, auch Gustav Grunewald bzw. Gustav Johann Grunewald (* 12. Oktober 1805 in Gnadau, heute Teil von Barby, Salzlandkreis in Sachsen-Anhalt; † 1. August 1878 in Gnadenberg, heute Godnów in Niederschlesien) war ein deutsch-amerikanischer Maler.

## Leben
Grunewald wurde in eine Herrnhuter Brüdergemeine geboren. Schon früh zeigte sich seine künstlerische Begabung, so dass er bereits als 15-Jähriger die Dresdner Kunstakademie besuchte. Dort war der Maler Caspar David Friedrich sein Lehrer. Dieser bescheinigte ihm: „... zeigt viel Anlage zur Mahlerei“.
Nach abgeschlossener Ausbildung wanderte Grunewald mit seiner Ehefrau in die USA aus, kam 1831 in Philadelphia an und ließ sich 1833 in der Brüdergemeine in Bethlehem in Pennsylvania nieder, wo er als Kunstlehrer wirkte. Mit der in Dresden erlernten, romantischen Art der Malerei hatte er in seiner neuen Heimat Erfolg. Bekannt sind heute (2011) seine Darstellungen der Niagarafälle aus den Jahren 1832 bis 1834, der beginnenden Industrialisierung in Pennsylvania sowie seines neuen Wohnorts Bethlehem. Als Beobachter des Strukturwandels dort entwickelte sich Grunewald künstlerisch „zu einem bedeutsamen Realisten“.
1867 kehrte Grunewald mit seiner zweiten Ehefrau Mathilde Josefine nach Deutschland zurück. Das Paar zog in die Heimatgemeinde seiner Frau, nach Gnadenberg, heute Godnów, in Niederschlesien. Hier malte er weiterhin Landschaften und Porträts. Er starb 1878 in Gnadenberg.

## Ausstellungen
Eine erste große Retrospektive fand 1992 in Allentown in Pennsylvania im Allentown Art Museum statt. In den Jahren vor 2011 gab es sowohl in Herrnhut in Sachsen als auch zum Beispiel im Sigal Museum in Easton in Pennsylvania Vorträge zu seinem Leben und seinen Arbeiten. 2011 zeigte das Vineta-Museum in Barth in Vorpommern eine kleine Ausstellung seiner Werke. Die Payne Gallery des Moravian College in Bethlehem, Pennsylvania, zeigte Ende 2017/Anfang 2018 eine Ausstellung von Grunewalds Werken.

## Sammlungen
Wichtige Sammlungen von Grunewalds Werken befinden sich im Unitätsarchiv in Herrnhut, Moravian College, und im Moravian Archives in Bethlehem, Pennsylvania. Die Grunewald Collection im Moravian Archives enthält Teile des Nachlasses des Künstlers.